# USL League Two
Die USL League Two (USL2) ist eine Amateurfußballliga in den Vereinigten Staaten und Kanada. Sie gilt als Entwicklungsliga und stellt zusammen mit der National Premier Soccer League die höchste Amateurliga in den USA.
Sie untersteht der United Soccer Leagues und wird gemeinsam mit der National Premier Soccer League als vierthöchste Ebene im amerikanischen Fußball angesehen. Eine Auf- oder Abstiegsregelung existiert nicht. Die Liga wurde 1995 im Zuge der Restrukturierung des regionalen nordamerikanischen Fußballs gegründet. In der Saison 2015 treten insgesamt 67 Mannschaften in vier Conferences an.
Ende September 2018 wurde die Liga in USL League Two umbenannt. Dieses geschah im Rahmen einer Ankündigung zur Neuausrichtung der Ligen der United Soccer Leagues.

## Besonderheiten
Die USL2 ist in erster Linie eine Amateurliga, es nehmen aber auch vermehrt Mannschaften am Spielbetrieb teil, die ihre Spieler bezahlen. Seit 2007 qualifizieren sich acht Teams der USL League Two für die Teilnahme am Lamar Hunt U.S. Open Cup.
Die Kadergröße ist auf 26 Spieler begrenzt, davon dürfen höchstens acht über 23 Jahre alt sein, 3 Spieler müssen jünger als 18 sein. Die Liga wird in den Sommermonaten während der Saisonpause im College Soccer von vielen College-Spielern genutzt, da die Spieler an der Liga teilnehmen können, ohne ihre College-Spielberechtigung zu verlieren.
Einige Mannschaften dienen auch als Minor League Teams für Franchise aus der Major League Soccer und der United Soccer League.
Vor dem Start des Spieljahres 2015 kam es zu einer neuerlichen Namensänderung im amerikanischen Fußball; so wurde im Februar 2015 die vormalige ULS Pro wieder in United Soccer League umbenannt und die bisherige USL PDL verlor ihr Schlagwort USL und trat ab sofort nur mehr als Premier Development League in Erscheinung.

## Meister
- 1995 USISL Prem – Richmond Kickers
- 1996 USISL Prem – Central Coast Roadrunners
- 1997 PDSL – Central Coast Roadrunners
- 1998 PDSL – San Gabriel Valley Highlanders
- 1999 USL PDL – Chicago Sockers
- 2000 USL PDL – Chicago Sockers
- 2001 USL PDL – Westchester Flames
- 2002 USL PDL – Cape Cod Crusaders
- 2003 USL PDL – Cape Cod Crusaders
- 2004 USL PDL – Central Florida Kraze
- 2005 USL PDL – Des Moines Menace
- 2006 USL PDL – Michigan Bucks
- 2007 USL PDL – Laredo Heat
- 2008 USL PDL – Thunder Bay Chill
- 2009 PDL-Pro – Ventura County Fusion
- 2010 PDL-Pro – Portland Timbers U-23
- 2011 USL PDL – Kitsap Pumas
- 2012 USL PDL – Forest City London
- 2013 USL PDL – Austin Aztex
- 2014 USL PDL – Michigan Bucks
- 2015 PDL – K-W United FC
- 2016 PDL – Michigan Bucks
- 2017 PDL – Charlotte Eagles
- 2018 PDL – Calgary Foothills FC
- 2019 USL2 – Flint City Bucks

## Mannschaften 2019
| Team                           | Stadt, Bundesstaat              | Stadion                                      | Gründung           |                    |                    |
| Eastern Conference             | Eastern Conference              | Eastern Conference                           | Eastern Conference | Eastern Conference | Eastern Conference |
| Northeast Division             | Northeast Division              | Northeast Division                           | Northeast Division | Northeast Division | Northeast Division |
| ------------------------------ | ------------------------------- | -------------------------------------------- | ------------------ | ------------------ | ------------------ |
| Black Rock FC                  | Great Barrington, Massachusetts | Hotchkiss Athletic Fields                    | 2013               |                    |                    |
| Boston Bolts                   | Boston, Massachusetts           | Alumni Field                                 | 2015               |                    |                    |
| AC Connecticut                 | Hamden, Connecticut             | Westside Athletic Complex                    | 2011               |                    |                    |
| GPS Portland Phoenix           | Portland, Maine                 | Memorial Stadium                             | 2009               |                    |                    |
| Manhattan SC                   | New York City, New York         | Gaelic Park                                  | 2018               |                    |                    |
| Seacoast United Phantoms       | Portsmouth, New Hampshire       | Amesbury Sports Park                         | 1996               |                    |                    |
| Westchester Flames             | New Rochelle, New York          | City Park Stadium                            | 1999               |                    |                    |
| Western Mass Pioneers          | Ludlow, Massachusetts           | Lusitano Stadium                             | 1998               |                    |                    |
| Mid Atlantic Division          |                                 |                                              |                    |                    |                    |
| Cedar Stars Rush               | Teaneck, New Jersey             | Evergreen Sportsplex                         | 2018               |                    |                    |
| Evergreen FC                   | Leesburg, Virginia              | Evergreen Sportsplex                         | 2015               |                    |                    |
| FA Euro New York               | New York City, New York         | Belson Stadium                               | 2012               |                    |                    |
| Lehigh Valley United Sonic     | Allentown, Pennsylvania         | Whitehall High School                        | 2009               |                    |                    |
| Long Island Rough Riders       | South Huntington, New York      | Hofstra University Soccer Stadium            | 1994               |                    |                    |
| New York Red Bulls U-23        | Hanover, New Jersey             | Red Bull Training Facility                   | 2015               |                    |                    |
| Ocean City Nor’easters         | Ocean City, New Jersey          | Carey Stadium                                | 1996               |                    |                    |
| Reading United AC              | Reading, Pennsylvania           | Gurski Stadium                               | 1996               |                    |                    |
| South Atlantic Division        |                                 |                                              |                    |                    |                    |
| Lionsbridge FC                 | Newport News, Virginia          | Pomoco Stadium                               | 2017               |                    |                    |
| North Carolina FC U23          | Cary, North Carolina            | WakeMed Soccer Park                          | 2017               |                    |                    |
| North Carolina Fusion U-23     | Greensboro, North Carolina      | Macpherson Stadium                           | 1993               |                    |                    |
| Tobacco Road FC                | Durham, North Carolina          | Durham County Stadium                        | 2013               |                    |                    |
| Tri-Cities Otters              | Johnson City, Tennessee         | Kermit Tipton Stadium                        | 2016               |                    |                    |
| Virginia Beach United FC       | Virginia Beach, Virginia        | Virginia Beach Sportsplex                    | 2019               |                    |                    |
| Wake FC                        | Holly Springs, North Carolina   | Ting Park                                    | 2001               |                    |                    |
| Southern Conference            |                                 |                                              |                    |                    |                    |
| Southeast Division             |                                 |                                              |                    |                    |                    |
| Daytona SC                     | Daytona Beach, Florida          | Daytona Stadium                              | 2019               |                    |                    |
| Florida Elite SA               | Jacksonville, Florida           | Bartram Trail High School                    | 2014               |                    |                    |
| Lakeland Tropics               | Lakeland, Florida               | Thomas W. Bryant Stadium                     | 2017               |                    |                    |
| FC Miami City                  | Miami, Florida                  | Tropical Park Stadium                        | 2014               |                    |                    |
| Sarasota Metropolis FC         | Sarasota, Florida               | Robert L. Taylor Community Complex           | 2019               |                    |                    |
| The Villages SC                | Wildwood, Florida               | Millennium Park                              | 2016               |                    |                    |
| Treasure Coast Tritons         | Port St. Lucie, Florida         | South County Regional Stadium                | 2017               |                    |                    |
| Weston FC                      | Pembroke Pines, Florida         | Broward College Soccer Field                 | 2017               |                    |                    |
| Deep South Division            |                                 |                                              |                    |                    |                    |
| Charlotte Eagles               | Charlotte, North Carolina       | Sportsplex at Matthews                       | 1991               |                    |                    |
| Dalton Red Wolves SC           | Dalton, Georgia                 | David Stanton Field                          | 2018               |                    |                    |
| Discoveries SC                 | Rock Hill, South Carolina       | Manchester Meadows Soccer Complex            | 1986               |                    |                    |
| Peachtree City MOBA            | Peachtree City, Georgia         | MOBA Soccer Academy                          | 2016               |                    |                    |
| SC United Bantams              | Columbia, South Carolina        | SC United Soccer Center at Monticello Road   | 2012               |                    |                    |
| Tormenta FC 2                  | Statesboro, Georgia             | Eagle Field                                  | 2016               |                    |                    |
| Mid South Division             |                                 |                                              |                    |                    |                    |
| AHFC Royals                    | Houston, Texas                  | Campbell Road Sports Park                    | 2017               |                    |                    |
| Brazos Valley Cavalry FC       | Bryan, Texas                    | Nutrabolt Stadium                            | 2017               |                    |                    |
| Corpus Christi FC              | Corpus Christi, Texas           | Dugan Stadium                                | 2017               |                    |                    |
| Houston FC                     | Houston, Texas                  | San Jacinto College                          | 2017               |                    |                    |
| Mississippi Brilla             | Clinton, Mississippi            | Clinton High School                          | 2006               |                    |                    |
| Texas United                   | Grand Prairie, Texas            | AirHogs Stadium                              | 2017               |                    |                    |
| Central Conference             |                                 |                                              |                    |                    |                    |
| Great Lakes Division           |                                 |                                              |                    |                    |                    |
| Chicago FC United              | Chicago, Illinois               | Loyola Soccer Park                           | 2017               |                    |                    |
| Cincinnati Dutch Lions         | Highland Heights, Kentucky      | NKU Soccer Stadium                           | 2013               |                    |                    |
| Dayton Dutch Lions             | West Carrollton, Ohio           | DOC Stadium                                  | 2009               |                    |                    |
| Flint City Bucks               | Flint, Michigan                 | Atwood Stadium                               | 1995               |                    |                    |
| West Virginia Alliance FC      | Charleston, West Virginia       | Schoenbaum Stadium                           | 2003               |                    |                    |
| Heartland Division             |                                 |                                              |                    |                    |                    |
| Des Moines Menace              | Des Moines, Iowa                | Valley Stadium                               | 1994               |                    |                    |
| Green Bay Voyageurs FC         | Ashwaubenon, Wisconsin          | Capital Credit Union Park                    | 2018               |                    |                    |
| Kaw Valley FC                  | Lawrence, Kansas                | Rock Chalk Park                              | 2017               |                    |                    |
| St. Louis Lions                | St. Louis, Missouri             | Tony Glavin Soccer Complex                   | 2006               |                    |                    |
| Thunder Bay Chill              | Thunder Bay, Ontario            | Fort William Stadium                         | 2000               |                    |                    |
| WSA Winnipeg                   | Winnipeg, Manitoba              | Ralph Cantafio Soccer Complex                | 2010               |                    |                    |
| Western Conference             |                                 |                                              |                    |                    |                    |
| Northwest Division             |                                 |                                              |                    |                    |                    |
| Calgary Foothills FC           | Calgary, Alberta                | Hellard Field                                | 1972               |                    |                    |
| Lane United FC                 | Eugene, Oregon                  | Willamalane Center                           | 2013               |                    |                    |
| Portland Timbers U23s          | Portland, Oregon                | Providence Park                              | 2008               |                    |                    |
| Seattle Sounders FC U-23       | Pierce County, Washington       | TBA                                          | 2006               |                    |                    |
| TSS FC Rovers                  | Burnaby, British Columbia       | Swangard Stadium                             | 2017               |                    |                    |
| Victoria Highlanders           | Victoria, British Columbia      | Centennial Stadium                           | 2008               |                    |                    |
| Mountain Division              |                                 |                                              |                    |                    |                    |
| Albuquerque Sol FC             | Albuquerque, New Mexico         | Ben Rios Field                               | 2013               |                    |                    |
| Colorado Pride Switchbacks U23 | Colorado Springs, Colorado      | Weidner Field                                | 2018               |                    |                    |
| Ogden City SC                  | Ogden, Utah                     | Spence Eccles Ogden Community Sports Complex | 2017               |                    |                    |
| Park City Red Wolves SC        | Park City, Utah                 | Dozier Field                                 | 2018               |                    |                    |
| Southwest Division             |                                 |                                              |                    |                    |                    |
| FC Golden State Force          | Whittier, Kalifornien           | Rio Hondo College                            | 2016               |                    |                    |
| Orange County SC U-23          | Costa Mesa, Kalifornien         | Vanguard University Stadium                  | 2011               |                    |                    |
| San Diego Zest FC              | San Diego, Kalifornien          | Diverse                                      | 2016               |                    |                    |
| San Francisco City FC          | San Francisco, Kalifornien      | Kezar Stadium                                | 2001               |                    |                    |
| San Francisco Glens SC         | San Francisco, Kalifornien      | Boxer Stadium                                | 1961               |                    |                    |
| Santa Cruz Breakers FC         | Santa Cruz, Kalifornien         | Cabrillo College Stadium                     | 1992               |                    |                    |
| Southern California Seahorses  | La Mirada, Kalifornien          | La Mirada High School                        | 2001               |                    |                    |
| Ventura County Fusion          | Ventura, Kalifornien            | Ventura College                              | 2006               |                    |                    |